# ACN (entreprise)
Pour les articles homonymes, voir ACN.
ACN (anciennement All Communication Network) est une société américaine de marketing relationnel. Fondée en 1993 à Southfield (Michigan, États-Unis) par quatre entrepreneurs, elle est active dans 26 pays.

## Histoire
En 1993, Robert Stevanovski, Gregory Provenzano et les frères jumeaux Anthony et Michael Cupisz fondent l’entreprise All Communications Network. ACN a démarré en janvier 1993 avec une force de vente de vingt « représentants indépendants ». En un an, elle générait un revenu de 2 millions de dollars américains[réf. nécessaire].
Initialement, l'entreprise opère en tant qu’opérateur de services longue-distance pour le compte d’une autre société, LCI International. Cette relation commerciale se poursuit pendant cinq ans, au terme desquels LCI est racheté par Qwest Communications pour plus de 4,4 milliards de dollars, alors qu’ACN représente un tiers de l’activité de LCI.
L’entreprise change pour le nom « ACN » au moment où elle développe des filiales à l’étranger,.
En 1998, ACN figure au 22e rang du palmarès du magazine Inc. des 500 entreprises privées à la croissance la plus rapide aux États-Unis, avec un chiffre d'affaires annuel de 98,1 millions de dollars.
À l’origine, ACN est présent sur le marché de l’énergie (gaz et électricité) en tant que fournisseur, à travers ses filiales ACN Energy et ACN Utility Services. La branche énergie d’ACN est rachetée par le groupe Commerce Energy Group en 2006.
En 2005, ACN s’adjoint les services de l’homme d’affaires multi-milliardaire Donald Trump. Il participe à plusieurs sessions de formation ACN en tant qu'intervenant afin de promouvoir l’entreprise contre rémunération. Il fait deux fois la promotion de l’entreprise dans l’émission télévisée The Apprentice, dont il est producteur exécutif. Il est le porte-parole officiel de la société ACN jusqu'en 2015 et son lancement en politique où ACN décide de mettre fin à ce partenariat. Trump déclare alors : « je ne connais pas l’entreprise. Je ne connais rien de l’entreprise en dehors des gens qui dirigent l’entreprise »,.
En 2008, le siège mondial d'ACN, à l'origine situé dans le Michigan aux États-Unis, ouvre ses portes à Concord, en Caroline du Nord. La même année, ACN commence à fabriquer son propre téléphone numérique 2008. En 2011, elle lance son visiophone, le IRIS V. Celui-ci est un échec commercial, principalement dû au fait qu’il ne fonctionne qu’avec les téléphones de la même marque contrairement à son concurrent Skype. Donald Trump en fait la promotion dans The Apprentice, en omettant de préciser cette limitation. L’émission est diffusée juste après que le fournisseur d’ACN ait dû licencier 70 % de ses employés à la suite des annulations de commandes. Il est placé en liquidation judiciaire peu de temps après,.
En octobre 2018, plusieurs particuliers portent plainte aux États-Unis contre Donald Trump et ses enfants adultes en affirmant que ces derniers auraient secrètement reçu de grandes sommes d’argent afin de promouvoir ACN de façon mensongère auprès d‘investisseurs non avertis. En juillet 2019, un juge fédéral rejette les accusations de racket et de conspiration par manque de preuve, mais affirme qu’une action collective au niveau des États pour « fraude, fausse publicité et concurrence déloyale » contre trois sociétés de vente multiniveau promues par les Trump pouvait être effectuée,,. En mars 2020, la juge saisie du dossier ordonne aux Trump de fournir 15 ans de documents commerciaux relatifs aux relations d'affaires avec ACN.

## Produits et services
L’entreprise propose différentes offres de box internet et téléphonie fixe et numérique. En septembre 2014 elle a son propre opérateur de téléphonie mobile, JOi Telecom, fonctionnant en France sur le réseau SFR. Elle commercialise également les offres de The Phone House en Europe[source insuffisante].
ACN possède également sa propre marque de produits de bien-être, Benevita, qui distribue également des produits de la marque de soins personnels Aluminé.

## Modèle économique
Le système de distribution employé par ACN est celui de la vente directe de type MLM (Multi Level Marketing) ou vente multiniveau (aussi appelé marketing de réseau ou marketing relationnel).
Ce système combine la création d'un réseau de clients souscrivant à des abonnements sur des services essentiels et celle d'un réseau de parrainage de représentants.
Les vendeurs recrutés par ACN reçoivent une faible rémunération en fonction du nombre de lignes téléphoniques ouvertes (en France, 2,5 € par ligne ouverte chez un particulier par mois), et reçoivent des primes lorsqu’ils recrutent d’autres vendeurs, ainsi que lorsque leurs recrues recrutent elles-mêmes d’autres vendeurs, et ainsi de suite. L’entreprise se défend de faire de la vente pyramidale en affirmant que le recrutement d’autres vendeurs n’est pas obligatoire et que ceux-ci sont rémunérés à la performance de vente. Pour Jérémie Assous, avocat spécialisé en droit du travail, c’est une « pyramide déguisée » car « même s’il n’existe pas d’obligation de recruter de nouveaux adhérents, le système de primes pousse les vendeurs à consacrer l’essentiel de leur temps à trouver d’autres représentants ». Les nouveaux vendeurs doivent également payer un droit d’entrée d’environ 500 euros,,. Chez ACN Pacific, filiale d'ACN pour l'Australie et la Nouvelle Zélande, les vendeurs doivent payer un droit d’entrée de 449 $, ainsi que des frais de renouvellement annuels de 170 $.
À ces montants payés par les vendeurs s’ajoutent un guide pédagogique dont l’achat est fortement recommandé par ACN ainsi que de nombreux évènements et formations payants,. Les faibles rémunérations ne permettent qu’à 1 % des vendeurs de gagner de l’argent,. En 2010, un vendeur « actif » d’ACN au Canada gagnait en moyenne 500 $ par an d’après les données communiquées par l’entreprise.

## Présence internationale
En octobre 2019, ACN est implanté dans les pays suivants : l'Allemagne, l'Australie, l'Autriche, la Belgique, le Canada, la Colombie, la Corée du Sud, le Danemark, l'Espagne, les États-Unis, la Finlande, la France, la Hongrie, l'Irlande, l'Italie, le Japon, le Mexique, la Norvège, la Nouvelle-Zélande, les Pays-Bas, la Pologne, le Portugal, la République tchèque, le Royaume-Uni, la Suède, et la Suisse.

### Amérique du Nord

#### Canada
Le 29 août 2002, le Bureau de la concurrence du Canada a déposé huit chefs d'accusations contre All Communications Network of Canada (ACN ou Réseau de toutes communications du Canada) en vertu des dispositions sur les pratiques commerciales déloyales de la loi sur la concurrence. Selon le Bureau, ACN exploite un système de commercialisation à paliers multiples qui trompe les participants en exagérant la rémunération qu'ils peuvent en espérer. Le Bureau accuse également ACN « d'exploiter un système de vente pyramidale en offrant des primes de recrutement aux participants qui avaient payé pour le droit de recruter d'autres participants ».
Les accusations ont été déposées à Halifax, où la filiale canadienne de l'entreprise avait son siège social à l'époque. Devant la cour provinciale de Halifax, le 26 novembre 2003, le juge Patrick H. Curran a conclu qu'il n'y avait pas de preuve suffisante pour démontrer qu'ACN exploitait un système de commercialisation à paliers multiples et a donc acquitté ACN.
ACN ne bénéficie d'aucune accréditation de la part de l'organisation Better Business Bureau (BBB) de Montréal où est situé son siège social (une boite postale).

#### États-Unis
ACN a obtenu un classement A+ de la part de l'organisation Better Business Bureau (BBB) de Détroit. D'après les standards du BBB, cela signifie que l'entreprise opère depuis au moins 12 mois, a répondu de manière adéquate et prompte aux requêtes adressées par le BBB et a un volume normal de plaintes de clients et de procès en rapport avec son attitude sur le marché.
La représentation de Détroit du BBB a enregistré un total de 86 plaintes concernant ACN dans les 36 mois terminant en octobre 2019.
Une juge de district autorise les plaignants le 8 avril 2020 à continuer les poursuites en déposant des plaintes fondées sur le droit de l'Etat de New York pour: fraude, concurrence déloyale et pratiques commerciales trompeuses, car les Trump n'auraient pas divulgué leurs relations financières présumées avec ACN. Donald Trump et ses 2 fils acceptent de témoigner dans un procès contre ACN au printemps 2022. Ils sont entendus par une autre magistrat le 18 mai 2022. Certains fonds versés à la "Eric Trump Foundation", selon l'avocat, ont par la suite été reversés à des entités affiliées à Donald Trump. Une nouvelle audience se tiendra le 8 juin 2022. Le 19 mai 2023, un juge fédéral de New York déboutent deux des trois enfants de Donald Trump de leur participation à un procès pour fraude intenté contre leur père et à la société qui porte le nom de la famille. Le juge Schofield maintient les plaintes de juillet 2019 pour fraude, publicité mensongère et concurrence déloyale contre les Trump. En refusant de rejeter les plaintes déposée dans le cadre d'une action collective pour fraude, concurrence déloyale et pratiques commerciales trompeuses, le juge Schofield note que l'affaire concerne probablement plus de 100 plaignants et 5 millions de dollars de dommages-intérêts. Le procès est prévu pour se tenir le 29 janvier 2024.

### Europe
L'essentiel de toutes les activités européennes d'ACN est calqué sur le même modèle que la France. Seul le siège européen situé aux Pays-Bas dispose d'employés. Le support technique, lui-même imposé par l'ARCEP, se trouve quant à lui aux Pays-Bas, en Suède et en Pologne.

#### France
ACN est présente en France par le biais de sa filiale ACN Communications France, une société par actions simplifiée unipersonnelle,. La société ne dispose pas de bureaux en France mais offre néanmoins un support légal par le biais d'une boîte postale dans le centre d'affaires Régus basé à Courbevoie (La Défense). Son adresse est celle mentionnée auprès du greffe du tribunal de commerce de Nanterre. ACN n'a pas déposé ses comptes annuels et ses documents connexes depuis 2019 auprès de ce greffe alors qu'elle y est tenue, dans un délai d'un mois à compter de leur approbation par l'assemblée ordinaire,. Pour ce dernier exercice, elle accuse un résultat négatif de - 7177 €.
ACN Communications France est enregistrée auprès de l’Autorité de régulation des communications électroniques et des postes (Arcep) pour l’opérateur mobile virtuel JOi Telecom. La société revendique 230 000 clients en 2010 sur son service de téléphonie fixe.
ACN est membre de la Direct Selling Associations (une fédération internationale d'entreprises de vente directe) et de la SELDIA. Elle n’est pas adhérente de la Fédération française de la vente directe (FVD). La FVD explique refuser d'accueillir ACN comme membre en raison des droits d'entrée « un peu élevés » que l'entreprise fait payer aux nouveaux représentants.
ACN a été condamné en 2007 pour publicité mensongère par la 31e chambre correctionnelle du tribunal de grande instance de Paris à 15 000 euros d'amende. ACN n’a pas interjeté appel de ce jugement. Les faits reprochés sont d'avoir laissé entrevoir par le biais de publicités dans le quotidien Metro et dans l’hebdomadaire Télé 7 jours renvoyant au site Internet une indépendance financière, sans mentionner les efforts nécessaires et la non-garantie du succès.
En 2010, ACN attaque en diffamation l'avocat Jérémie Assous, lequel avait déclaré dans un reportage diffusé dans un journal télévisé que les pratiques commerciales d’ACN pouvaient être considérées « comme une vente pyramidale déguisée ». Le tribunal correctionnel de Nanterre a finalement débouté ACN au motif que Jérémie Assous « disposait d’éléments nombreux et étayés de nature à jeter la suspicion sur le procédé commercial d’ACN ». Le jugement note également que la société n'a « pas été en mesure de communiquer des éléments précis relatifs à son chiffre d’affaires, son nombre de clients, de représentants indépendants, entretenant de ce fait une certaine opacité […] ». ACN n'a pas fait appel.
Le 22 juin 2015, un représentant indépendant d'ACN est condamné à 8 mois de prison avec sursis par le tribunal correctionnel de Bordeaux.
Le chiffre d'affaires réalisé est en baisse constante depuis 2012.

### Océanie

#### Australie
Le 15 novembre 2004, l'autorité australienne de la concurrence (Australian Competition and Consumer Commission, ACCC) attaque Australian Communications Network Pty Ltd, la filiale australienne d'ACN, au sujet de possibles infractions à la loi Trade Practices Act de 1974, notamment en ce qui a trait à la vente pyramidale. Le 23 mars 2005, le juge fédéral Selway affirme qu'ACN a participé à un système de vente pyramidale illégal,. ACN fait appel, et le 25 octobre 2005 la Cour fédéral d’Australie accepte l’appel et ordonne la fin des poursuites et le paiement des frais d’ACN par l’ACCC. La Cour considère que les paiements liés à des ventes par des affiliés ne sont pas des paiements de recrutement tels que décrits dans la loi, car le recruteur n'a pas droit à une commission s'il ne fait qu'uniquement recruter d'autres participants. Le 21 novembre 2005, l’ACCC fait appel de cette décision.